# James Fender
Pour les articles homonymes, voir Fender (homonymie).
Pas d'image ? Cliquez ici

a Compétitions nationales et continentales officielles uniquement.

b Matchs officiels uniquement.
Dernière mise à jour le 17 juillet 2025.
James Fender, né le 3 août 2001 à Swansea (pays de Galles), est un joueur gallois de rugby à XV évoluant au poste de deuxième ligne.

## Biographie
James Fender naît à Swansea dans le sud du pays de Galles. Durant sa jeunesse, il commence la pratique du rugby à XV dans le club du South Gower RFC, puis au Swansea RFC avant d'intégrer les Ospreys.
Il joue également pour l'équipe du pays de Galles des moins de 20 ans en 2020 et 2021 au Tournoi des Six Nations.
Pour la saison 2022-2023, il est prêté aux Cornish Pirates en RFU Championship. James Fender est rappelé dans l'équipe des Ospreys et fait ses débuts dans le United Rugby Championship en tant que remplaçant le 26 novembre 2022, contre les Bulls.
Le 26 décembre 2023, il est nommé homme du match, quand les Ospreys s'imposent face aux Scarlets (25-11).
En 2025, James Fender prolonge son contrat avec les Ospreys. Warren Gatland, le sélectionneur du pays de Galles, prévoit de le faire venir en stage pendant les semaines creuses du Tournoi des Six Nations 2025, mais finalement cela ne se concrétise pas après le licenciement de Gatland en milieu de Tournoi. Quelque temps plus tard, James Fender est dans la course pour participer à la tournée au Japon, cependant l'entraîneur par intérim Matt Sherratt (en) opte finalement pour d'autres choix avec Teddy Williams, Ben Carter, James Ratti et Freddie Thomas.